# Natasha Henstridge
Natasha T. Henstridge (Springdale, 15 de agosto de 1974) é uma modelo e atriz canadense.
Seus papéis mais notáveis incluem os filmes Species, The Whole Nine Yards, a minissérie de televisão canadense Would Be Kings (pelo qual ganhou o prêmio Gemini Awards de Melhor Atriz) e a série She Spies, interpretando "Cassie McBain". Até 2012 atuou como "Dawn Chamberlain" em The Secret Circle até que a série foi cancelada devido a baixa audiência.

## Biografia
Henstridge nasceu em Springdale, Newfoundland, filha de Helen, uma dona de casa, e Brian Henstridge, um motociclista. Ela foi criada em Fort McMurray, Alberta, Canadá, e tem um irmão mais novo, chamado Shane. Aos treze anos de idade, entrou para a agência Casablanca Modeling Agency's pelo concurso "Look of the Year" e ficou em segundo lugar. No ano seguinte, Henstridge foi a Paris para seguir carreira como modelo. Aos quinze anos, foi apresentada em sua primeira capa de revista, a edição francesa da revista Cosmopolitan. Natasha passou a fazer comerciais de televisão para produtos como Olay, Old Spice e Lady Stetson. Após estabelecer uma carreira como modelo, Henstridge optou por seguir carreira no cinema.
Natasha foi casada com o ator Damian Chapa duas vezes. No entanto, o segundo casamento durou apenas alguns meses e o casal se divorciou em 1996. Ela tem dois filhos com o ator Liam Waite, Tristan River Waite, nascido em outubro de 1998, e Asher Sky Waite, nascido em setembro de 2001. Seu parceiro de longa data foi o escocês-iraniano,  cantor, compositor e ator Darius Danesh, que faleceu em 2022.
E em 2024 Natasha iniciou um relacionamento com o empresário Bilionário Richard Daniel Cisneros, dono das 4 maiores empresas Multinacionais de Tecnologia de Defesa Militar e Aeroespacial do Mundo, entre outras que possui.    

### Carreira
Em seu filme de estreia A Experiência, Henstridge interpretou "Sil", a engenharia genética alienígena / híbrido humano criado a partir de uma mensagem recebida pela SETI, que foge do cativeiro de um laboratório quando seus criadores tentam "sacrificá-la". Perseguida por uma equipe de especialistas que se unem para detê-la antes de sua "espécie" se multiplicar, "Sil" embarca em uma matança e ao mesmo tempo, descobrindo seu instinto poderoso para acasalar. A Experiência foi um sucesso imediato, tendo arrecadado US$ 113 milhões. Notável pelo seu conteúdo sexual, pelo filme Henstridge ganhou o MTV Movie Awards para "Melhor Beijo".
O filme deu a Henstridge uma plataforma para lançar sua carreira como atriz, mas a maioria dos filmes seguintes em que ela apareceu não foram tão bem sucedidos. A Experiência gerou uma continuação para A Experiência 2 - A Mutação, no qual um estrangeiro masculino acasala com "Eva", e gera uma duplicata genética de "Sil".
"Eva" era a forma mais suave e mais dócil do que a "Sil" original, criando um ar de simpatia pelo personagem, que passa a maior parte do filme presa em um habitat de vidro e submetida a experiências dolorosas. O filme foi um fracasso nas bilheterias, arrecadando US$ 19 milhões. Alguns pequenos filmes independentes se seguiram, incluindo Bela Donna e Romance no Parque. Ela também estrelou ao lado de Jean-Claude Van Damme no filme de ação/aventura Risco Máximo. Apesar de ter algumas reservas sobre o gênero sci-fi, Natasha se inscreveu para Fantasmas de Marte de John Carpenter no papel principal e reprisou o papel de "Eva" em uma pequena participação em A Experiência 3.
Em 2000, ela estrelou em Meu Vizinho Mafioso e em 2004 na sua sequência Meu Vizinho Mafioso 2.
Henstridge desempenhou uma série de papéis na televisão, como, The Outer Limits e Saturday Night Live. De 2005 a 2006, Henstridge teve um papel recorrente na já cancelada série da ABC, Commander in Chief, estrelado por Geena Davis como a Presidente dos EUA. Ela também esteve em Mostly True Stories: Urban Legends Revealed do TLC, um programa sobre lendas urbanas.
Natasha estrelou na primeira temporada de South Park no episódio "Tom's Rhinoplasty" como um professora substituta, e foi creditada como "o filhote de A Experiência".
Henstridge trabalhou na série de TV She Spies, antes de seu cancelamento. Ela também realizou um filme para TV para o canal Lifetime intitulado A Viúva da Colina. Em 2006, ela filmou a mini séries da CTV original minissérie Would Be Kings, em Hamilton, Ontário, pelo qual ela ganhou o prêmio Gemini Awards.
Ela também atuou na expansão definida para vídeo game Command and Conquer 3: Tiberium Wars, intitulado Kane's Wrath.
Em 2008, Natasha desempenhou um papel no seriado da ABC, Eli Stone. Ela também tem se envolvido com duas novas produções, juntando-se ao elenco de Anytown de Dave Rodriguez, um drama indie que examina um ataque racista na escola e suas consequências. Henstridge interpreta uma âncora cobrindo um ataque a um menino indiano-americano por dois colegas que filmam o crime. O evento obriga a examinar os meios de comunicação do pós-11 de setembro. Ela também esteve envolvida com a produção de Should've Been Romeo da American Independent Pictures.

## Filmografia
| Filmes      | Filmes                            | Filmes                 | Filmes                                |
| Ano         | Título                            | Papel                  | Notas                                 |
| ----------- | --------------------------------- | ---------------------- | ------------------------------------- |
| 1995        | Species                           | Sil                    |                                       |
| 1996        | Risco Máximo                      | Alex Minetti           |                                       |
| 1996        | Adrenalina                        | Delon                  |                                       |
| 1998        | Kill You Twice                    | Não confirmado         |                                       |
| 1998        | Standoff                          | Mary                   |                                       |
| 1998        | Species II                        | Eve                    |                                       |
| 1998        | Bela Donna                        | Donna                  |                                       |
| 1998        | Dog Park                          | Lorna                  |                                       |
| 1999        | Caracara                          | Rachel Sutherland      | Para TV                               |
| 2000        | A Better Way to Die               | Kelly                  |                                       |
| 2000        | It Had to Be You                  | Anna Penn              |                                       |
| 2000        | The Whole Nine Yards              | Cynthia Tudeski        |                                       |
| 2000        | Jason and the Argonauts           | Hypsipyle              | Para TV                               |
| 2000        | Bounce                            | Mimi Prager            |                                       |
| 2000        | Second Skin                       | Crystal Ball           |                                       |
| 2001        | A Girl, Three Guys, and a Gun     | 5 O'Clock Girl         |                                       |
| 2001        | Ghosts of Mars                    | Melanie Ballard        |                                       |
| 2001        | Kevin of the North                | Bonnie Livengood       |                                       |
| 2002        | Steal                             | Karen                  |                                       |
| 2002        | Power and Beauty                  | Judy Exner             | Para TV                               |
| 2004        | The Whole Ten Yards               | Cynthia Tudeski        |                                       |
| 2004        | Species III                       | Eve                    |                                       |
| 2005        | Widow on the Hill                 | Linda Dupree Cavanaugh | Para TV                               |
| 2008        | Command & Conquer 3: Kane's Wrath | Alexa Kovacs           | VG                                    |
| 2008        | Deception                         | Simone Wilkinson       |                                       |
| 2009        | Family Gathering                  | Lisa Rayborn           | Para TV                               |
| 2009        | Let the Game Begin                | Angela                 |                                       |
| 2009        | Anytown                           | Carol Mills            |                                       |
| 2010        | Let the Game Begin                | Angela                 |                                       |
| 2014        | Against the Wild                  | Susan Wade             |                                       |
| 2014        | Anatomy of Deception              | Det. Alison Briggs     |                                       |
| 2014        | Bronx Bull                        | Sally                  |                                       |
| 2014        | Nowhere Safe                      | Julie Johnson          |                                       |
| 2014        | Badge of Honor                    | Rebecca Miles          |                                       |
| 2014        | Christmas Gamble                  | Susan Wells            |                                       |
| 2016        | Home Invasion                     | Chloe                  | Para TV                               |
| 2016        | The Bronx Bull                    | Sally Carlton          |                                       |
| 2016        | Inconceivable                     | Valerie                |                                       |
| 2017        | The Black Room                    | Jennifer               |                                       |
| 2019        | House Red                         | Mary                   |                                       |
| 2021        | The Unhealer                      | Bernice Mason          |                                       |
| 2021        | Night of the Sicario              | Taylor Ward            |                                       |
| 2021        | Hero Dog: The Journey Home        | Susan Wade             |                                       |
| 2021        | This Game's Called Murder         | Mrs. Wallendorf        |                                       |
| 2021        | Why?                              | Nina                   |                                       |
| 2023        | Cinderella's Revenge              | Fairy Godmother        | [ 9 ]                                 |
| Televisão   |                                   |                        |                                       |
| Ano         | Título                            | Papel                  | Notas                                 |
| 1997        | The Outer Limits                  | Emma                   | 1 episódio                            |
| 1997        | Homeboys in Outer Space           | Zima                   | 1 episódio                            |
| 1998        | South Park                        | Sra. Ellen             | 1 episódio                            |
| 1998        | Saturday Night Live               | Trabalho recorrente    | 1 episódio                            |
| 2002        | Mostly True Stories               | Dona de casa           | Episódio desconhecido                 |
| 2002 / 2004 | She Spies                         | Cassie McBain          | 40 episódios                          |
| 2005 / 2006 | Commander in Chief                | Jayne Murray           | 16 episódios                          |
| 2007        | Shark                             | Nicolette Ross         | 1 episódio                            |
| 2008        | Would Be Kings                    |                        | Minissérie                            |
| 2008 / 2009 | Eli Stone                         | Taylor Wethersby       | 26 episódios                          |
| 2009        | Impact                            | Dra. Maddie Rhodes     | 2 episódios                           |
| 2011        | The Secret Circle                 | Dawn Chamberlain       |                                       |
| 2012        | Christmas Song                    | Diana                  | Para TV                               |
| 2013        | Cold Spring                       | Sara                   | Para Tv                               |
| 2013        | Sister's Nightmare                | Cassidy                | Para Tv                               |
| 2014        | Republic of Doyle                 | Valerie O'Brien        | Episódios: "Expansion", "Buried"      |
| 2014        | Selfie                            | Mrs. Saperstein        | Episódio: "Pilot"                     |
| 2014        | Hawaii Five-0                     | Caroline Porter        | Episódio: "Ka Makuakane (Family Man)" |
| 2015        | Beauty & the Beast                | Carol Hall             | 3 episódios                           |
| 2016        | Ice Girls                         | Rose                   | Para TV                               |
| 2016        | Summer in the City                | Kendall                | Para TV                               |
| 2017        | Medinah                           | Salma                  | 6 episódios                           |
| 2019–2022   | Diggstown                         | Colleen                | 11 episódios                          |

## Prêmios e indicações
| Prêmios | Prêmios   | Prêmios                                     | Prêmios                                                                           | Prêmios        |
| Ano     | Resultado | Premiação                                   | Categoria                                                                         | Título         |
| ------- | --------- | ------------------------------------------- | --------------------------------------------------------------------------------- | -------------- |
| 1996    | Indicada  | MTV Movie Awards                            | Melhor Performance Estreante                                                      | Species        |
| 1996    | Venceu    | MTV Movie Awards                            | Melhor Beijo                                                                      | Species        |
| 2005    |           | Temecula Valley International Film Festival |                                                                                   |                |
| 2008    | Venceu    | Gemini Awards                               | Melhor Performance de Atriz em Papel Principal em Programa ou Mini Série de Drama | Would Be Kings |